# Севрюки (Брестская область)
Севрюки (бел. Сеўрукі) — деревня в Барановичском районе Брестской области Белоруссии. Входит в состав Жемчужненского сельсовета. Население — 475 человек (2023).

## География
К югу от деревни находится Тиунцовское месторождение, где производится разработка песка.

## История
В 1897 году в Новомышской волости Новогрудского уезда Минской губернии. С 1921 года в гмине Новая Мышь Барановичского повета Новогрудского воеводства Польши.
С 1939 года в составе БССР. С 15 января 1940 года в Новомышском районе Барановичской, с 8 января 1954 года Брестской областей, с 8 апреля 1957 года в Барановичском районе.
В 1941—1944 годах оккупирована немецко-фашистскими захватчиками. На фронтах войны погибли 6 односельчан.
До 1985 года входила в состав Полонковского сельсовета.

## Население
По состоянию на 1 января 2023 года в деревне проживало 475 человек в 180 хозяйствах, в том числе 85 моложе трудоспособного возраста, 297 — в трудоспособном возрасте и 93 — старше трудоспособного возраста. 
| Численность населения (по переписи) | Численность населения (по переписи) | Численность населения (по переписи) | Численность населения (по переписи) | Численность населения (по переписи) | Численность населения (по переписи) | Численность населения (по переписи) | Численность населения (по переписи) | Численность населения (по переписи) |
| 1897                                | 1909                                | 1921                                | 1939                                | 1959                                | 1970                                | 1999                                | 2009                                | 2019                                |
| ----------------------------------- | ----------------------------------- | ----------------------------------- | ----------------------------------- | ----------------------------------- | ----------------------------------- | ----------------------------------- | ----------------------------------- | ----------------------------------- |
| 90                                  | ↗152                                | ↗268                                | ↗330                                | ↗362                                | ↗422                                | ↗561                                | ↘544                                | ↘457                                |

## Достопримечательности
- Братская могила советских воинов. Похоронены 4 советских воина (1 известен и 3 неизвестных), погибших в 1944 году при освобождении района от немецко-фашистских захватчиков. В 1984 году на могиле установлена плита[7].